# Sonsoles Suárez
Sonsoles Suárez Illana (Madri, 1967) é uma jornalista espanhola.

## Biografia
É filha de Amparo Illana Elórtegui e o ex-presidente do Governo de Espanha Adolfo Suárez González, falecido em 2014.
Depois de licenciar-se em jornalismo, em Zaragoza em setembro de 1992 contrai casamento com Pocholo Martínez Bordiú (José María Martínez-Bordiú e Bassó), filho dos XVII barões de Gotor, actual XVIII barón de Gotor e parentado por afinidade com a família Franco. Depois de dois anos de casamento produz-se a separação e mais tarde o divórcio.
Em 1993 trabalha como ajudante de produção no programa Primeiro Plano de Canal + e a princípios de 1994 se incorpora a Antena 3 e durante ano e meio apresentou os boletins de Telenoticias, a televisão por satélite da corrente. Em julho de 1995 Sonsoles estreia no âmbito nacional substituindo a Marta Robles no programa de Antena 3 A toda a página.
Depois de duas temporadas em antena, abandona o programa em janeiro de 1997 e em 1998 marcha a Moçambique, onde permanece três anos colaborando em trabalhos de ajuda humanitária com Fundação CEAR (Comissão Espanhola de Ajuda ao Refugiado).
A seu regresso, e depois de superar um cancro, volta à televisão, e de novo junta-se à Antena 3. Primeiro com o programa de acontecimentos Las caras del crimen (2002) e depois com o espaço de atualidade Espejo público, onde permanece até finais de 2006 e que lhe fez merecedora de um prêmio Antena de Ouro (2006) na categoria de televisão.
Em 19 de maio 2012 contrai casamento com o músico Paulo Wilson. de quem se sepaprou em 2017.